# Landesregierung und Stadtsenat Körner I
Landesregierung und Stadtsenat Körner I war die Bezeichnung für die Wiener Stadtsenat und Landesregierung unter Bürgermeister und Landeshauptmann Theodor Körner zwischen 1945 und 1946. Der Stadtsenat Körner I amtierte nach der Schlacht um Wien und der Einnahme Wiens durch die Rote Armee mit deren Genehmigung vom 17./18. April 1945 an, vom 10. Juni 1945 an auch als Wiener Landesregierung. Sie wurde nicht gewählt, sondern als provisorisches Gremium durch Parteienvereinbarungen gebildet. Sie wurde nach der Übernahme der vereinbarten Besatzungssektoren durch Soldaten der USA, Großbritanniens und Frankreichs auch von diesen anerkannt, war bis zum 14. Februar 1946 tätig und wurde von Landesregierung und Stadtsenat Körner II abgelöst. Während der Regierungsperiode gab es drei Vizebürgermeister und Landeshauptmann-Stellvertreter, wobei Paul Speiser erst am 31. Juli 1945 in diese Funktion berufen wurde. Nach dem Tod von Wilhelm Kerl (ÖVP) am 29. Mai 1945 rückte Fritz Reuter in das Amt des Gesundheitsstadtrats nach. Ludwig Herberth war bis zum 4. August 1945 im Amt und wurde danach durch Anton Rohrhofer ersetzt. Franz Fritsch, der auf Vorschlag der KPÖ in die Landesregierung berufen worden war, jedoch später zur SPÖ übertrat, musste am 19. November 1945 sein Amt zurücklegen. Ihm folgte sein Sekretär Ernst Fellinger am 20. November 1945 als Stadtrat für Ernährungswesen nach.

## Landesregierungs- und Stadtsenatsmitglieder
| Amt                                                                     | Name             | Partei  | Ressorts                                             |
| ----------------------------------------------------------------------- | ---------------- | ------- | ---------------------------------------------------- |
| Landeshauptmann Bürgermeister                                           | Theodor Körner   | SPÖ     |                                                      |
| Landeshauptmann-Stellvertreter Vizebürgermeister Amtsführender Stadtrat | Karl Honay       | SPÖ     | Finanzwesen (Verwendungsgruppe II)                   |
| Landeshauptmann-Stellvertreter Vizebürgermeister Amtsführender Stadtrat | Leopold Kunschak | ÖVP     | Schulwesen (Verwendungsgruppe VIII)                  |
| Landeshauptmann-Stellvertreter Vizebürgermeister Amtsführender Stadtrat | Paul Speiser     | SPÖ     | Städtische Unternehmungen (Verwaltungsgruppe IX)     |
| Landeshauptmann-Stellvertreter Vizebürgermeister Amtsführender Stadtrat | Karl Steinhardt  | KPÖ     | Wohlfahrtswesen (Verwendungsgruppe X)                |
| Amtsführender Stadtrat ab 8. Juni 1945                                  | Fritz Reuter     | ÖVP     | Gesundheitswesen (Verwaltungsgruppe II)              |
| Amtsführender Stadtrat                                                  | Felix Slavik     | SPÖ     | Wohnungs- und Siedlungswesen (Verwaltungsgruppe III) |
| Amtsführender Stadtrat                                                  | Anton Weber      | SPÖ     | Stadtbauamt (Verwaltungsgruppe IV)                   |
| Amtsführender Stadtrat ab 20. November 1945                             | Ernst Fellinger  | KPÖ     | Ernährungswesen (Verwaltungsgruppe V)                |
| Amtsführender Stadtrat ab 29. August 1945                               | Anton Rohrhofer  | ÖVP     | Wirtschaftsangelegenheiten (Verwaltungsgruppe VI)    |
| Amtsführender Stadtrat                                                  | Josef Afritsch   | SPÖ     | Allgemeine Verwaltung (Verwaltungsgruppe VII)        |
| Amtsführender Stadtrat                                                  | Viktor Matejka   | KPÖ     | Kultur und Volksbildung (Verwaltungsgruppe XI)       |
| Vorzeitig ausgeschiedene Mitglieder der Landesregierung                 |                  |         |                                                      |
| Amtsführender Stadtrat am 29. Mai 1945 verstorben                       | Wilhelm Kerl     | ÖVP     | Gesundheitswesen (Verwaltungsgruppe II)              |
| Amtsführender Stadtrat am 19. November 1945 ausgeschieden               | Franz Fritsch    | SPÖ/KPÖ | Ernährungswesen (Verwaltungsgruppe V)                |
| Amtsführender Stadtrat am 4. August 1945 ausgeschieden                  | Ludwig Herberth  | ÖVP     | Wirtschaftsangelegenheiten (Verwaltungsgruppe VI)    |